# Андрусів Костянтин Миколайович
Костянти́н Микола́йович Андру́сів (5 грудня 1882, Полоцьк — ?) — підполковник Армії Української Народної Республіки.
Костянтин Андрусів народився 5 грудня 1882 року у Полоцьку. Закінчив 3-класне Полоцьке міське училище, у 1904 році — Віленське піхотне юнкерське училище. Служив підпоручиком у 1-му стрілецькому полку, у складі якого у 1905 році, незадовго до закінчення Російсько-японської війни, їздив на Далекий Схід. У 1914 році закінчив Миколаївську військову академію за 1-м розрядом. Брав участь у Першій світовій війні. У 1917 році — начальник штабу 77-ї піхотної дивізії. Останнє звання у російській армії — підполковник.
З 8 березня 1918 року — начальник 2-ї частини організаційного відділу 2-го генерал-квартирмейстерства Генерального штабу Армії УНР, згодом — Армії Української Держави. Станом на грудень 1918 — лютий 1919 рр. — начальник частини 2-го генерал-квартирмейстерства Головного управління Генерального штабу Дієвої армії УНР. Станом на 6 березня 1919 року служив у оперативному відділі штабу Дієвої армії УНР.
З осені 1919 року — у складі Збройних Сил Півдня Росії. Станом на лютий 1920 року — у резерві командного складу Донської армії ЗСПР. Подальша доля невідома.